# Shanice van de Sanden
Shanice van de Sanden, RON (1992. október 2. –) Európa-bajnok és világbajnoki ezüstérmes holland női válogatott labdarúgó. Az angol Liverpool FC támadó középpályása.

## Sikerei

### Klubcsapatokban
Belga-Holland bajnok (2):
- FC Twente (2): 2012–13, 2013–14

 Holland bajnok (4):
- FC Twente (4): 2012–13*, 2013–14*, 2014–15*,[2] 2015–16

 Holland kupagyőztes (2):
- Utrecht (1): 2010
- FC Twente (1): 2015

 Francia bajnok (3):
- Olympique Lyon (3): 2017–2018, 2018–2019, 2019–20

 Francia kupagyőztes (1):
- Olympique Lyon (1): 2019

 Francia szuperkupa győztes (1):
- Olympique Lyon (1): 2019

Bajnokok Ligája győztes (3):
- Olympique Lyon (3): 2017–18, 2018–19, 2019-20

Nemzetközi Bajnokok Kupája győztes:
- Olympique Lyon: 2019[3]

### A válogatottban
Hollandia
- Európa-bajnok: 2017
- Világbajnoki ezüstérmes: 2019
- Algarve-kupa győztes: 2018